# فیزیک (ارسطو)

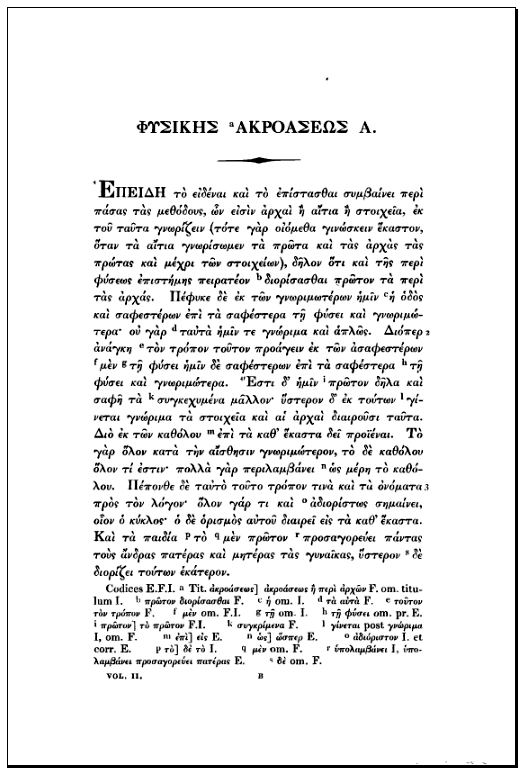
برگ نخست ویرایش ۱۸۳۷ آکسفورد از فیزیک ارسطو توسط ایمانوئل بکر

فیزیک (به یونانی: (فوسیکه آکروآسیس) Φυσικὴ ἀκρόασις به معنی «مقالاتی در باب طبیعت»)
یکی از آثار ارسطو و از کتابهای بنیادین علم و فلسفه غربی است.
مارتین هایدگر دربارهٔ این کتاب چنین می‌نویسد:

فیزیک رساله‌ای است که در آن او می‌کوشد که موجودهایی را که از خود برمی‌آیند، τὰ φύσει ὄντα،
نسبت به وجودشان تعیین کند. «فیزیک» ارسطویی با مفهوم امروزی این واژه متفاوت است، نه تنها به این دلیل که فیزیک ارسطو به دوران باستان تعلق دارد و علم فیزیک به مدرنیته، بلکه فراتر از آن، فیزیک ارسطو به واسطه این حقیقت با علم فیزیک متفاوت است که فیزیک ارسطو در واقع فلسفه است اما علم فیزیک علمی اثبات‌گراست که فلسفه‌ای را به عنوان پیش‌فرض پذیرفته‌است… این کتاب تار و پود کل تفکر غربی را تعیین می‌کند، حتی در جاهایی که تفکر مدرن غربی با تفکر باستان مغایرت پیدا می‌کند. این مخالفت همواره یک وابستگی مصمم و حتی مخاطره‌آمیز دربردارد. بدون فیزیک ارسطو هرگز گالیله‌ای نمی‌بود.
— مارتین هایدگر، اصل استدلال ص. ۶۲–۶۳
اما برتراند راسل در مورد رساله «روی بهشت» و «فیزیک» ارسطو می‌گوید:

... بسیار تأثیرگذار، و روی علم تا زمان گالیله نفوذ داشت… تاریخ‌شناس فلسفی، بدین منوال، باید آنها را مطالعه کند، علی‌رغم این واقعیت که به ندرت حتی جمله‌ای از هرکدام در پرتو علم مدرن پذیرفتنی می‌باشد.
— برتراند راسل، تاریخ فلسفه غربی
این کتاب مجموعه‌ای از رساله‌ها و دروس است که به کلی‌ترین (فلسفی) اصول اشیای طبیعی یا در حرکت، هم زنده و هم بیجان، می‌پردازد تا نظریه‌های فیزیکی (به مفهوم مدرن آن) یا بررسی محتوای خاصی از جهان. هدف اصلی این اثر آن است که اصول و علتهای تغییر یا حرکت (و نه تنها توصیف تغییر و حرکت) را کشف کند.